# Gumbaldo di Mantova
Gumbaldo (Gumpoldo) di Mantova (fl. X secolo) è stato un vescovo italiano, l'ottavo della diocesi di Mantova.

## Biografia
Venne eletto vescovo di Mantova intorno al 966, come risulta da un atto di permuta con Adalberto Atto di Canossa, riguardante beni siti nel reggiano e nella città di Mantova. Nel 967 partecipò al sinodo tenutosi a Ravenna. Fu probabilmente tra i sostenitori dell'imperatore Ottone II, per ordine del quale scrisse la vita del santo Venceslao, duca di Boemia. Nel 981 il vescovo Gumbaldo riconobbe al conte Adalberto Atto di Canossa parte della proprietà dell'isola su cui sorgerà l'abbazia di San Benedetto in Polirone.